# Двойной подсчёт
Двойной подсчёт (или подсчёт двумя способами) — тип доказательства равенства двух выражений, представляя их как два способа подсчёта элементов одного множества.

## Примеры
- Лемма о рукопожатиях: каждый неориентированный граф содержит чётное число вершин нечётной степени.

- Тождество Вандермонда — тождество для сумм биномиальных коэффициентов, которое может быть доказано двойным подсчетом[1].

- Квадратное пирамидальное число. Равенство между суммой первых {\displaystyle n} квадратов и кубическим многочленом может быть показано путем двойного подсчета троек чисел {\displaystyle x}, {\displaystyle y}, и {\displaystyle z}, где {\displaystyle z} больше любого из двух других чисел.